# Коттонтаун (Теннессі)
Коттонтаун (англ. Cottontown) — переписна місцевість (CDP) в США, в окрузі Самнер штату Теннессі. Населення — 397 осіб (2020).

## Географія
Коттонтаун розташований за координатами 36°26′56″ пн. ш. 86°32′1″ зх. д. / 36.44889° пн. ш. 86.53361° зх. д. (36.448882, -86.533538).  За даними Бюро перепису населення США в 2010 році переписна місцевість мала площу 9,06 км², уся площа — суходіл.

## Демографія
Згідно з переписом 2010 року, у переписній місцевості мешкало 367 осіб у 145 домогосподарствах у складі 110 родин. Густота населення становила 41 особа/км².  Було 158 помешкань (17/км²).
Расовий склад населення:
| - 96,2 % — білих - 0,8 % — корінних американців - 0,8 % — азіатів - 0,5 % — чорних або афроамериканців |

До двох чи більше рас належало 0,8 %. Частка іспаномовних становила 3,8 % від усіх жителів.
За віковим діапазоном населення розподілялося таким чином: 18,8 % — особи молодші 18 років, 65,9 % — особи у віці 18—64 років, 15,3 % — особи у віці 65 років та старші. Медіана віку мешканця становила 47,2 року. На 100 осіб жіночої статі у переписній місцевості припадало 98,4 чоловіків;  на 100 жінок у віці від 18 років та старших — 105,5 чоловіків також старших 18 років.
Середній дохід на одне домашнє господарство  становив 76 937 доларів США (медіана — 61 250), а середній дохід на одну сім'ю — 81 941 долар (медіана — 85 431). За межею бідності перебувало 7,3 % осіб, у тому числі 34,2 % дітей у віці до 18 років та 0,0 % осіб у віці 65 років та старших.
Цивільне працевлаштоване населення становило 225 осіб. Основні галузі зайнятості: освіта, охорона здоров'я та соціальна допомога — 29,8 %, мистецтво, розваги та відпочинок — 20,0 %, роздрібна торгівля — 14,7 %, сільське господарство, лісництво, риболовля — 11,1 %.